# Anton Mosimann

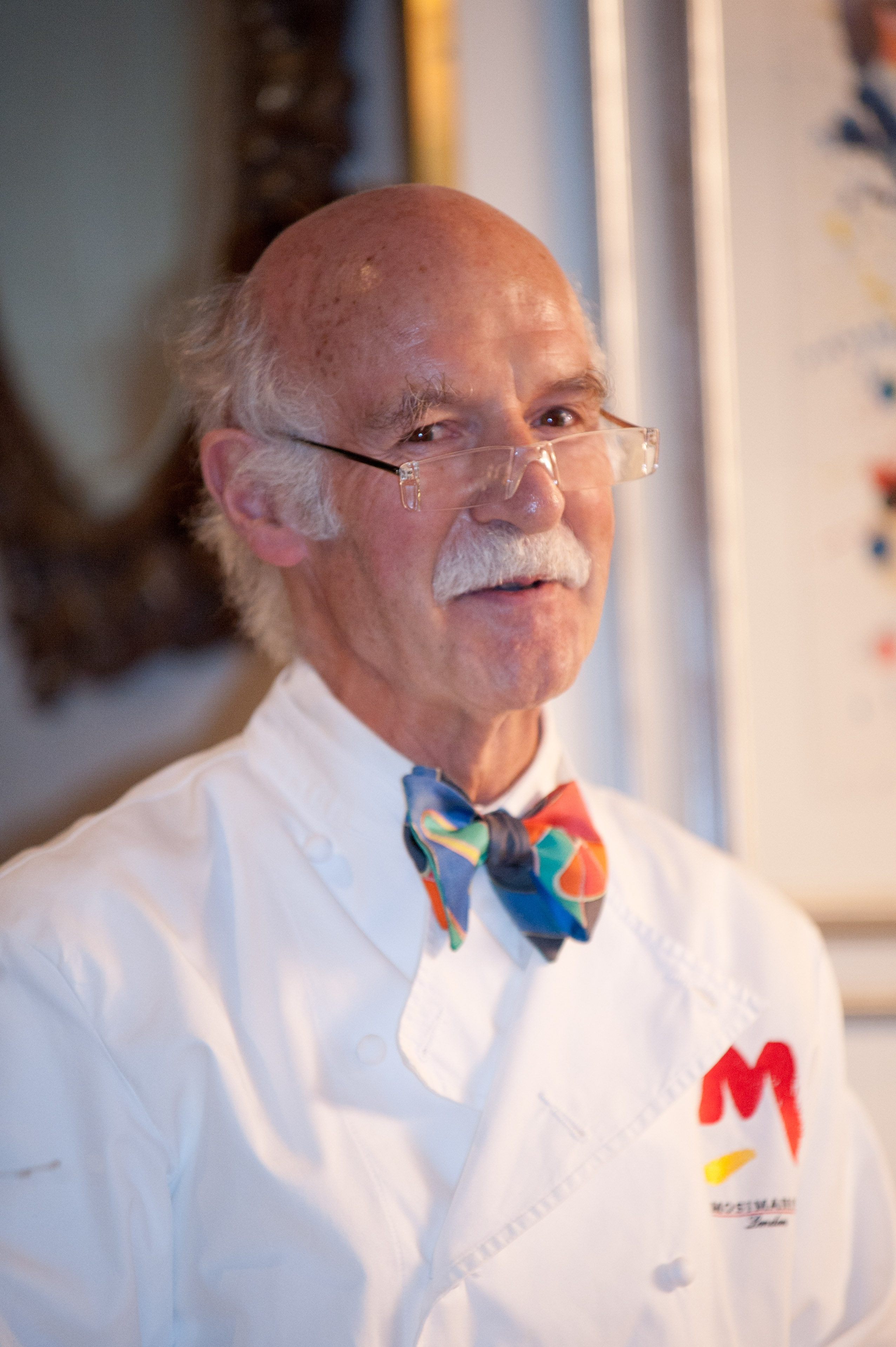
Anton Mosimann (2011)

Anton Mosimann OBE (* 23. Februar  1947 in Solothurn) ist ein Schweizer Koch.

## Leben
Da seine Eltern zu dieser Zeit ein Restaurant in Biberist bei Solothurn führten, wurde Anton Mosimann im Bürgerspital Solothurn geboren. Später zog die Familie nach Grenchen um, wo Mosimann den Kindergarten besuchte, dann nach Nidau bei Biel, wo die Eltern ebenfalls als Wirtsleute tätig waren und wo Mosimann den Entschluss, Koch zu werden, fasste. Er absolvierte eine Kochlehre im Restaurant Bären in Twann. Nach Abschluss seiner Lehre arbeitete Mosimann in verschiedenen Restaurants in der Schweiz, in Belgien, Frankreich, Italien, Japan, Kanada und Schweden sowie an Bord eines Kreuzfahrtschiffes. An der Weltausstellung Expo ’70 in Osaka war Mosimann Chef der Küchenbrigade im Schweizer Restaurant. 1975 ging er nach Grossbritannien und wurde Chefkoch des Dorchester Hotels in London. Für diesen Posten empfohlen wurde er vom Schweizer Küchenchef Adelrich Furrer, dem Vater der Modeschöpferin Christa de Carouge. Seit 1988 führt er im Londoner Stadtteil Belgravia das Clubrestaurant Mosimann's, (früher Belfry) in einer vormaligen presbyterianischen Kirche. 
Mosimann erhielt verschiedene Auszeichnungen, unter anderem verlieh ihm Königin Elisabeth II. 2004 den Order of the British Empire für seine Verdienste um die britische Gastronomie. Die Gastronomische Akademie Deutschlands e. V. verlieh ihm 1986 die «Goldene Feder» für das Werk Das große Buch der Meeresfrüchte (Teubner Edition, Füssen).
Im Jahr 2000 erwarb er das Sälischlössli in Starrkirch-Wil bei Olten, um es unter dem Namen Château Mosimann zu einem Gourmetrestaurant auszubauen. Drei Jahre später beendete er dieses Projekt, er konzentriert sich seitdem wieder auf seine Arbeit im Belfry.
Am 29. April 2011 kochte er das Menü für die Hochzeit von William Mountbatten-Windsor und Catherine Middleton. Im Juni 2016 eröffnete sein Museum «The Mosimann Collection – A culinary heritage» auf dem Gelände der Hotelfachschule César Ritz Colleges Switzerland in Le Bouveret.
Im April 2017 erschien seine Autobiografie Life is a circus von Willi Näf und Anton Mosimann im Verlag Friedrich Reinhart Basel, im Dezember desselben Jahres die englische Ausgabe.